# Ivo Díaz
Ivo Luis Díaz Aldazabal, (ur. 10 maja 1972 w Matanzas) – węgierski piłkarz ręczny, pochodzenia kubańskiego, występujący na pozycji rozgrywającego. Jego atrybuty fizyczne to 190 cm i 90 kg. Obecnie jest zawodnikiem hiszpańskiego JD Arrate, wcześniej grał w takich zespołach jak MKB Veszprém KC i CB Ademar León. W zespole Veszprém w 122 meczach zdobył aż 530 goli, co świadczy o jego umiejętnościach ofensywnych. W reprezentacji Węgier wystąpił 22 razy i zdobył 69 goli. Wraz z kadrą narodową uczestniczył w MŚ 2007 w Niemczech, gdzie Węgrzy wywalczyli 9 miejsce.